# 倫基夫齊 (舍佩蒂夫卡區)
50°0′52″N 27°3′59″E / 50.01444°N 27.06639°E

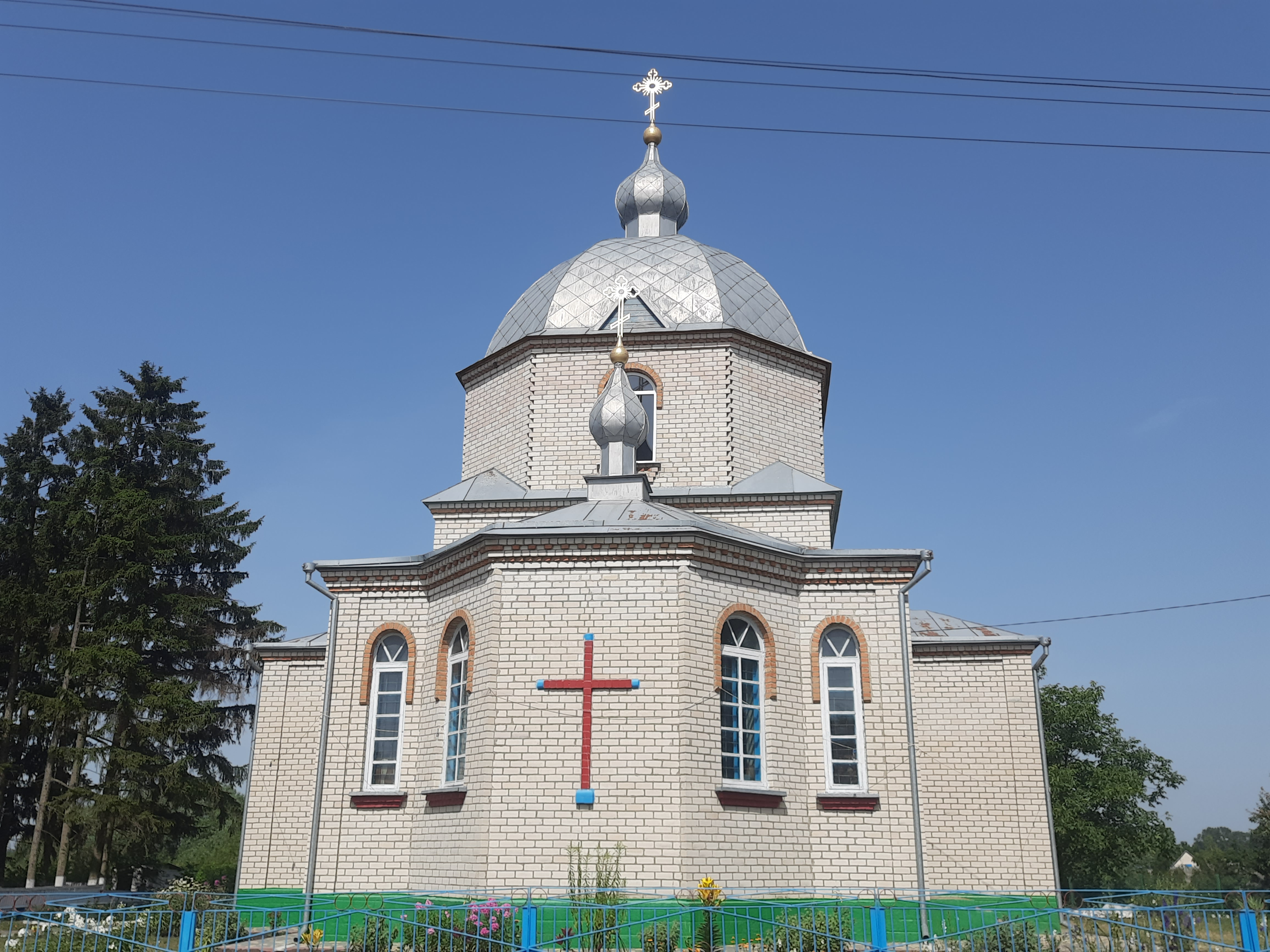
教堂

伦基夫齊（羅馬化：Lenkivtsi）是烏克蘭西部赫梅利尼茨基州舍佩蒂夫卡區伦基夫齐市镇内的村莊及該市鎮行政中心。始建於1604年，面積208平方公里，海拔高度272米，2001年人口1,161，人口密度每平方公里5,581.7人。